# Bendis brevimarginata
Bendis brevimarginata är en fjärilsart som beskrevs av William Schaus 1913. Bendis brevimarginata ingår i släktet Bendis och familjen nattflyn. Inga underarter finns listade i Catalogue of Life.